# Evigt minne

Begravning för en rysk-ortodox arkimandrit.

Evigt minne (grekiska: Αἰωνία ἡ μνήμη; translitteration: Aionía i mními; kyrkslaviska: Вѣ́чнаѧ па́мѧть/Vechnaja pamjat) är en hymn och bön som brukar sjungas när östliga ortodoxa och östliga katolska begravningar och minnesgudstjänster äger rum.

Hymnen sjungs tre gånger enligt följande:

Diakon: ''I en välsignad sömn, skänk evig vila till Din bortgångne tjänare [namn] och gör hans/hennes minne till evigt!''
Kör: ''Evigt minne! Evigt minne! Evigt minne!''

## Romersk-katolsk motsvarighet
Inom den romersk-katolska kyrkan finns en liknande hymn vid namn Evig vila (latin: Requiem Aeternam).